# Can Bacardí (Bigues)
Can Bacardí és una masia aBigues (poble del Vallès) . És al nord-est de la Torre i al sud-oest de Can Fes, a l'esquerra del torrent de la Torre. Queda a prop i a ponent del Rieral de Bigues. Té l'entrada principal pel carrer del Camí de la Torre, més amunt de la Torre. La masia vella de Can Bacardí és al fons de la finca actual.